# Bay Networks
Bay Networks si formò attraverso la fusione di SynOptics e Wellfleet Communications il 6 luglio 1994.
SynOptics era un importante innovatore di prodotti ethernet.
Wellfleet era un importante competitore di Cisco Systems nel settore router. L'8 gennaio 1996 incorporò la Netgear di San José (California), specializzata nello sviluppo di soluzioni di networking tecnologicamente innovative e progettate per soddisfare le esigenze sia degli utenti finali che delle piccole, medie e grandi aziende. Nell'agosto 1998 essa venne a sua volta acquisita dalla Nortel.